# Lista över universitet och högskolor i Sverige
Följande utgör en lista över högskolor och universitet i Sverige. Listan är grupperad efter lärosäten med staten som huvudman, enskilda (privata) utbildningsanordnare samt lärosäten med mellanstatlig huvudman. Inom de två första grupper är lärosätena indelade i universitet, högskolor med examensrätt inom forskarutbildning samt övriga högskolor. Statliga universitet och högskolor är ordnade efter uppställningen i högskoleförordningen, medan övriga är ordnade i bokstavsordning. Inom parentes anges vanligt förekommande förkortningar.

## Lärosäten med staten som huvudman

### Statliga universitet
- Uppsala universitet (UU)
- Lunds universitet (LU)
- Göteborgs universitet (GU)
- Stockholms universitet (SU)
- Umeå universitet (UmU)
- Linköpings universitet (LiU)
- Karolinska institutet (KI)
- Kungliga Tekniska högskolan (KTH)
- Luleå tekniska universitet (LTU)
- Karlstads universitet (KAU)
- Linnéuniversitetet (LNU)
- Örebro universitet (ORU)
- Mittuniversitetet (MIUN)
- Malmö universitet (Mau)
- Mälardalens universitet (MDU)
- Sveriges lantbruksuniversitet (SLU)

### Statliga högskolor med rätt att utfärda examina inom forskarutbildning
- Blekinge tekniska högskola (BTH)
- Gymnastik- och idrottshögskolan (GIH)
- Högskolan i Borås (HB)
- Högskolan i Halmstad (HH)
- Högskolan i Skövde (HS)
- Högskolan Kristianstad (HKR)
- Högskolan Väst (HV)
- Södertörns högskola (SH)
- Högskolan i Gävle (HIG)
- Högskolan Dalarna (HDa)
- Försvarshögskolan (FHS)[1]
- Stockholms konstnärliga högskola (SKH)

### Statliga högskolor med rätt att utfärda examina pågrund- ochavancerad nivå
- Högskolan i Halmstad (HH)
- Högskolan Kristianstad (HKR)
- Högskolan i Skövde (HS)
- Högskolan Väst (HV)
- Konstfack (KF)
- Kungliga Konsthögskolan (KKH)
- Kungliga Musikhögskolan i Stockholm (KMH)
- Linköpings Tekniska Högskola (LiTH)

## Lärosäten med enskild huvudman (med statlig examensrätt)

### Privata universitet
- Chalmers tekniska högskola (CTH)
- Handelshögskolan i Stockholm (HHS)[2]

### Privata högskolor med rätt att utfärda examina inom forskarutbildning
- Högskolan i Jönköping (hj)
- Marie Cederschiöld högskola
- Enskilda Högskolan Stockholm (EHS)
- Sophiahemmet Högskola (SHH)

### Privata högskolor med rätt att utfärda examina pågrund- ochavancerad nivå
- Beckmans designhögskola (BDH)
- Gammelkroppa skogsskola (GSS)
- Johannelunds teologiska högskola (JTH)
- Newmaninstitutet (NI)
- Röda korsets högskola (RKH)
- Sophiahemmet Högskola (SHH)
- Stockholms Musikpedagogiska Institut (SMI)
- Enskilda Högskolan Stockholm (EHS)
- Örebro teologiska högskola (ÖTH)

### Privata högskolor med enbart examensrätt förpsykoterapeututbildning
- Svenska Institutet för kognitiv psykoterapi
- Högskolan Evidens
- Ericastiftelsen
- Förbundet S:t Lukas utbildningsinstitut (luk)
- Skandinaviens akademi för psykoterapiutbildning (sapu)

## Lärosäten med mellanstatlig huvudman
- Nordiska högskolan för folkhälsovetenskap (NHV)
- World Maritime University (WMU)

## Före detta högskolor och universitet
- Blekinge internationella hälsohögskola
- Bohusläns vårdhögskola
- Collegium regium Stockholmense, teologisk högskola i Stockholm (1576 - 1593)
- Dramatiska institutet (di)
- Ersta högskola
- Hälsohögskolan i Jönköping
- Hälsohögskolan i Stockholm
- Hälsohögskolan i Umeå
- Hälsohögskolan i Värmland
- Hälsohögskolan Väst i Vänersborg
- Hälsohögskolan Väst, Skövde
- Högskolan i Kalmar (hk) är sedan 2010 en del av Linnéuniversitetet
- Högskolan på Gotland (hgo) ingår sedan 1 juli 2013 som Campus Gotland inom Uppsala universitet
- Ingesunds Musikhögskola är sedan 2002 en del av Karlstads universitet
- Kalmar läns vårdhögskola
- Kungliga Akademien i Åbo
- Lärarhögskolan i Göteborg - verksamheten överfördes till Göteborgs universitet 1977
- Lärarhögskolan i Malmö (lhm) - verksamheten överfördes till Lunds universitet 1977 och sedan till Malmö högskola 1 juli 1998
- Lärarhögskolan i Stockholm (lhs) upphörde 31 december 2007, verksamheten är från 1 januari 2008 en del av Stockholms universitet
- Lärarhögskolan i Uppsala är sedan 1977 en del av Uppsala universitet
- Stiftelsen Stora Sköndal
- Teaterhögskolan i Stockholm (th)
- Tandläkarhögskolan i Malmö, först inlemmad i Lunds universitet 1965, senare överförd till Malmö högskola 1999
- Tandläkarhögskolan i Stockholm, numera del av Karolinska institutet
- Tandläkarhögskolan i Umeå, numera del av Umeå universitet
- Vårdhögskolan Boden
- Vårdhögskolan Falun
- Vårdhögskolan Gävle
- Vårdhögskolan i Borås
- Vårdhögskolan i Göteborg
- Vårdhögskolan i Malmö
- Vårdhögskolan i Uppsala
- Vårdhögskolan i Växjö
- Vårdhögskolan Kristianstad
- Vårdhögskolan Lund/Helsingborg
- Växjö universitet (vxu) är sedan 2010 en del av Linnéuniversitetet
- Dans- och cirkushögskolan (DOCH) är sedan 2014 en del av Stockholms konstnärliga högskola
- Operahögskolan i Stockholm är sedan 2014 en del av Stockholms konstnärliga högskola
- Stockholms dramatiska högskola (STDH) är sedan 2014 en del av Stockholms konstnärliga högskola

## Högskolor och universitet ej längre inom Sveriges gränser
- Dorpats universitet
- Greifswalds universitet
- Kungliga Akademien i Åbo

## Lista över Sveriges universitet och högskolor i storleksordning
Följande lista över universitet och högskolor i Sverige är ordnad i fallande ordning efter antal registrerade studenter på grund- och avancerad nivå höstterminen 2022:
1. Stockholms universitet (35 966)
2. Uppsala universitet (34 158)
3. Göteborgs universitet (34 144)
4. Lunds universitet (32 315)
5. Linköpings universitet (24 225)
6. Umeå universitet (22 598)
7. Linnéuniversitetet (20 424)
8. Malmö universitet (16 016)
9. Kungliga tekniska högskolan (15 085)
10. Karlstads universitet (12 054)
11. Mittuniversitetet (11 437)
12. Luleå tekniska universitet (11 061)
13. Chalmers tekniska högskola (11 030)
14. Mälardalens universitet (10 625)
15. Örebro universitet (10 375)
16. Högskolan i Borås (10 189)
17. Högskolan i Jönköping (9 398)
18. Högskolan i Gävle (9 331)
19. Högskolan Dalarna (8 657)
20. Södertörns högskola (8 579)
21. Högskolan i Halmstad (8 113)
22. Karolinska institutet (8 051)
23. Högskolan Kristianstad (7 798)
24. Högskolan Väst (7 682)
25. Högskolan i Skövde (5 999)
26. Sveriges Lantbruksuniversitet (5 435)
27. Blekinge tekniska högskola (3 928)
28. Handelshögskolan i Stockholm (2 059)